# Online-Publikation
Als Online-Publikationen oder Netzpublikationen bezeichnet man elektronische Publikationen, die nicht auf einem physischen Datenträger, sondern über das Internet oder ein lokales Netzwerk (z. B. in Unternehmen) angeboten werden.

## Erscheinungsformen
Beispiele für Netzpublikationen sind Nachrichtenportale, E-Mail-Newsletter, Elektronische Zeitungen, Elektronische Zeitschriften, Wikis, Weblogs, E-Books, Information Retrievals oder auch Datenbanken und allgemein Webseiten. Es darf sich jedoch nicht um reine Ansammlungen von Dateien, sondern muss sich um logische und konsistente Einheiten handeln, die sich mit Metadaten (Autor, Titel, Veröffentlichungsdatum etc.) beschreiben lassen. Unabhängig davon lassen sich auch andere im Internet verfügbare Daten als publiziert bezeichnen.
Unterschieden wird dabei zwischen webspezifischen Netzpublikationen mit typischen Eigenschaften von Webseiten wie Suchfeldern, Links oder auch Datenbanken einerseits und druckbildähnlichen Publikationen andererseits, die dem „look and feel“ eines gedruckten Artikels entsprechen. Letztere werden im Internet meist in Form einer Datei im Portable Document Format (PDF) veröffentlicht.

## Archivierung
Aufgrund der Flüchtigkeit des Mediums und des schnellen technischen Wandels ist das Problem der Langzeitarchivierung ungelöst. Grundsätzlich lassen sich zwei Kategorien von Lösungsansätzen unterscheiden. Zum einen wird das Netz bzw. Teile davon mit Hilfe von Software automatisiert archiviert (z. B. Internet Archive), zum anderen werden die Netzpublikationen von den Verlegern aktiv in einem Archiv abgelegt. Beispielsweise trat in Deutschland am 29. Juni 2006 das „Gesetz über die Deutsche Nationalbibliothek“ in Kraft, durch das der Aufgabenbereich der Deutschen Nationalbibliothek auf das Archivieren von Netzpublikationen ausgedehnt wurde. 
Da mit den URIs (URI: Uniform Resource Identifier) die Ressource der Netzpublikationen identifiziert wird, nicht aber die Netzpublikation selbst, und der langfristige Bestand einer URI im Allgemeinen nicht sichergestellt werden kann, stellt sich die Herausforderung, die Netzpublikation selbst (eindeutig und dauerhaft) zu identifizieren.
Aufbauend auf dem ISBN-System der klassischen Buchpublikationen haben sich dabei der vornehmlich kommerziell genutzte Digital Object Identifier (DOI) sowie der nichtkommerzielle Society Reference Catalogue (SRef) etabliert, desgleichen der Persistent Uniform Resource Locator (PURL) und der Uniform Resource Name (URN) als weitere persistent identifier.

## Urheberrecht
Ein Problem, das sich bei Netzpublikationen stärker als bei herkömmlichen Publikationen (Printmedien) stellt, ist die Feststellung der Herausgeber und Urheber. In Deutschland müssen kommerzielle Websites deshalb (analog zum Impressum) gemäß Telemediengesetz eine verantwortliche Person benennen und weitere Angaben (Erreichbarkeit über E-Mail, Anschrift, Telefon usw.) machen.

## Personalisierter Zugang
Für die Nutzung kommerzieller Netzpublikationen, wie beispielsweise Elektronische Zeitschriften und Datenbanken, wird in der Regel ein Benutzerkonto (Account) benötigt, über das anfallende Kosten abgerechnet werden. Die Zugangskontrolle kann über ein Kennwort und eine Beschränkung von IP-Adressen erreicht werden.